# Budos
Budos är en kommun i departementet Gironde i regionen Nouvelle-Aquitaine i sydvästra Frankrike. Kommunen ligger i kantonen Podensac som tillhör arrondissementet Langon. År 2022 hade Budos 826 invånare.

## Befolkningsutveckling
Antalet invånare i kommunen Budos
Referens:INSEE